# MyFreeCams
MyFreeCams (сокращённо MFC) — веб-сайт, позволяющий девушкам-моделям вести прямую трансляцию (обычно эротического содержания) через свою веб-камеру.

## История
Сайт MyFreeCams.com начал свою работу в 2004 году. В 2010 году издательство XBIZ назвало его одним из крупнейших в мире видеочатов для взрослых. На тот момент на сайте было 100 тысяч моделей и 5 миллионов зарегистрированных пользователей. В 2013 году канал CNBC сообщал, что некоторые топовые модели на сайте зарабатывают от $75 тыс. до $100 тыс. в месяц. Это больше, чем зарабатывают некоторые настоящие порноактрисы, которым, чтобы получить эти же деньги, нужно сниматься в реальных секс-сценах. При этом сами веб-модели в большинстве своём не считают себя порнозвёздами и не собираются задерживаться в отрасли. После достижения определённого заработка многие просто покидают сайт.
В 2014 году издание Miami New Times сообщило, что последние годы прибыли порноиндустрии постоянно падают из-за большого количества бесплатных YouTube-подобных сайтов порнографической тематики. Единственная отрасль, которая показывает стабильный рост, это сайты с веб-моделями, лидером которых был назван MyFreeCams. По сообщению CNBC в 2015 году среди веб-моделей всех подобных сайтов доля гражданок США составляла не более 35 %, остальные девушки были в основном из Колумбии, Филиппин и Восточной Европы (Румыния, Чехия, Украина и Россия). Однако если говорить о сайте MyFreeCams, то доля американок там преобладающая.

## Концепция
Девушки-модели, обычно это простые любительницы, используя веб-камеру, ведут на сайте прямую трансляцию (стрим). Поскольку каждая модель делает то, что считает нужным, содержание трансляции может варьироваться от пошлых разговоров и стриптиза до мастурбации и различных игр с секс-игрушками. Пользователи сайта могут приобретать токены (жетоны), которые потом дарить моделям, например одновременно прося, что-нибудь за это сделать. Некоторые девушки используют вибрирующие игрушки, которые через Bluetooth соединены с приложением на телефоне. Таким образом, когда кто-нибудь дарит токен игрушка начинает вибрировать. Также за токены можно покупать приватные шоу.
Регистрация на сайте не обязательна. Любой пользователь может посмотреть любое шоу, которое идёт в данный момент (кроме приватных). Однако для того, чтобы общаться в чате или приобретать токены нужна регистрация. Кроме чата модели и пользователи могут общаться друг с другом путём отправки личных сообщений.
При этом сайт накладывает некоторые ограничения на действия совершаемые моделями на камеру. Например нельзя вести трансляцию из публичных мест. Был случай, когда модель была забанена за стрим из библиотеки Орегонского государственного университета в Корваллисе. В другом случае веб-модели в течение трёх месяцев удавалось вести трансляции из Уинсорской публичной библиотеки, прежде чем она была забанена.

## Признание индустрии
Сайт MyFreeCams.com получал премии XBIZ Award в 2011, 2012 и 2013 годах в номинации «Видеочат года» (Live Cam Site of the Year). XBIZ также назвали MFC одним из 50 ньюсмейкеров в порноиндустрии за 2011 год. В 2014 году сайт получил премию AVN Awards за «Лучший видеочат» (Best Live Chat Website).